# Poljski vrabec
Poljski vrabec (znanstveno ime Passer montanus) je ptica pevka iz družine vrabcev. Velja za izredno razširjeno in neogroženo vrsto. Navadno meri okoli 15 cm, tehta približno 24 gramov in je tako nekoliko manjši od domačega vrabca. Od slednjega se najočitneje razlikuje po čokoladno rjavem zgornjem delu glave in črni lisi na sicer svetlih licih. Z večje razdalje ga bomo od domačega vrabca ločili po ozkem, belem pasu na tilniku. Oba spola sta enako obarvana. Razpon peruti znaša cca. 21 cm. Nekateri ga prištevajo med škodljivce, saj poškodujejo brste pridelkov. Po svetu naj bi bilo med 190 in 310 milijoni osebkov poljskega vrabca.

## Življenjski prostor
Radi se zadržujejo v bližini ljudi. Večinoma poseljujejo podeželje, parke, sadovnjake, vrtove in gozdne jase. 

## Oglašanje
"Cvi-tek-tek-tek"  ali  "čik-čik-čok". Za vrabce je značilno ritmično čivkanje.

## Hrana
Vrabec se prehranjuje s semeni, zrnjem, sadeži, oreščki in tudi z žuželkami in pajkovci.
Pogosto hrano iščejo po tleh in se prehranjujejo v skupinah, včasih v družbi domačih vrabcev, ščinkavcev ali strnadov. Radi zahajajo tudi v krmilnice.

## Razmnoževanje
Poljski vrabci postanejo spolno zreli približno eno leto po izvalitvi. Samice imajo lahko do tri legla na leto, v vsakem od 4 do 6 mladičev. Jajca so sivkasto bele barve, posuta s črnimi vzorci. Vrabci so znani po tem, da imajo izredno kratko inkubacijsko dobo in sicer od 10 do 12 dni. Samec samico privlači z glasnim petjem. Znani so tudi križanci med domačimi in poljskimi vrabci, pri čemer moški potomci dobijo vizualne lastnosti poljskega vrabca, medtem, ko so potomke bolj podobne domačemu vrabcu.
Je podobno kot pri domačem vrabcu. Čas gnezdenja traja nekje od aprila do avgusta. Z raznimi materiali kot so vejice, slama, bilke, stebla, peresa, volna, ... si zagotovijo toplotno izolacijo gnezda. Le-ta so najpogosteje locirana v duplinah, razpokah ali gnezdilnicah. Gnezda so načeloma kroglasto oblikovana. Dostikrat pa gnezdijo tudi  v starih, že prej uporabljenih in zavrženih gnezdih drugih ptic.

## Naravni sovražniki
- Ostale ptice: kragulj, sokol, sova, postovka
- Nekatere živali jim škodo povzročajo tako, da razdirajo njihova gnezda. Primeri so: sraka, šoja, podlasica, podgana, mačka, kača
- Bakterije in virusi (velikokrat so krivi za smrt ob izvalitvi)
- Zajedavci

Pomemben faktor so tudi ljudje. Ogromno ptic postane žrtev trčenja ob vetrobranska stekla na avtocestah.